# Dreiländerstein (Ingolstadt)

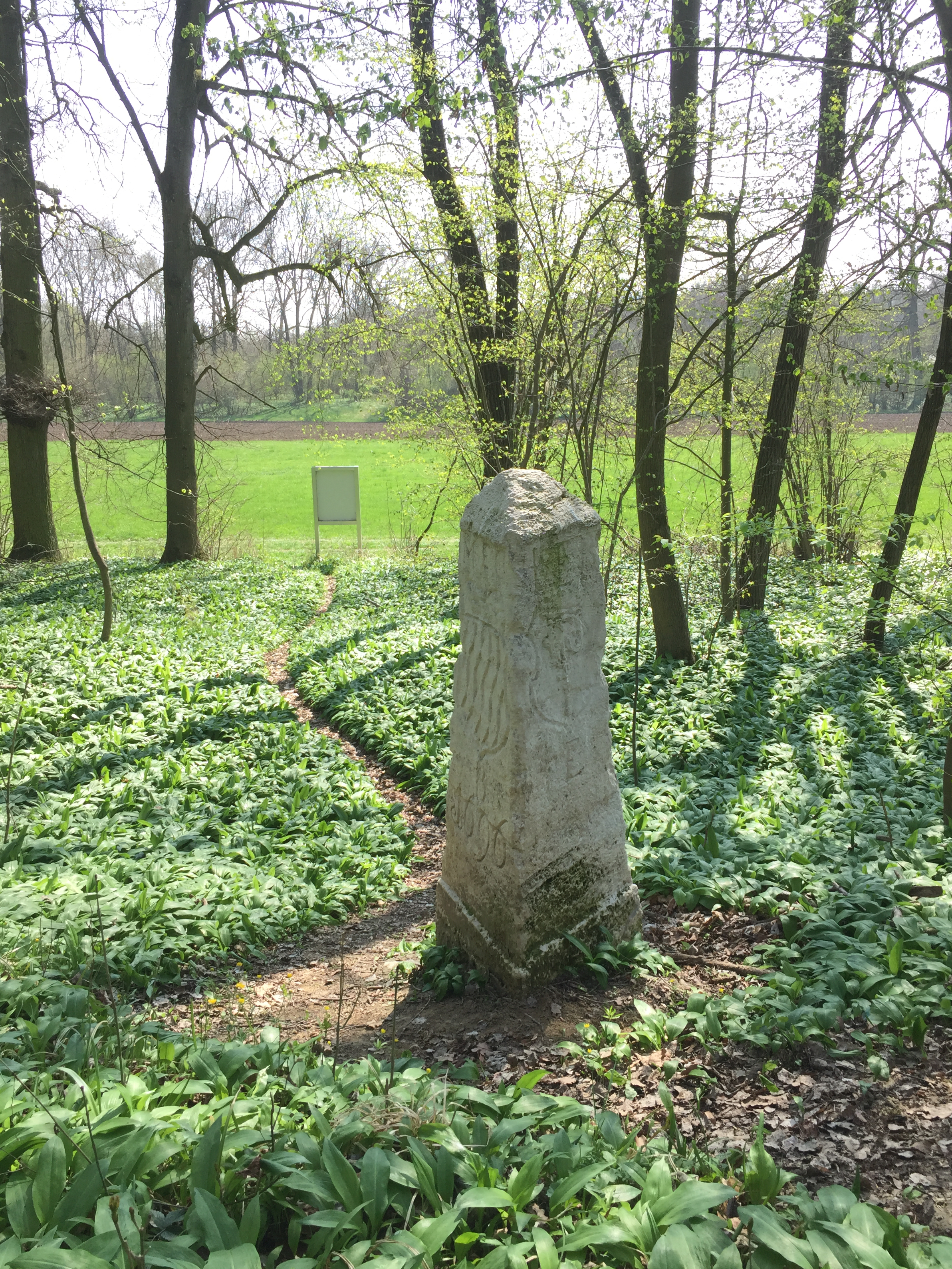
Blick in Richtung Neuburg. Links die Ingolstadter Seite, rechts die Eichstätter.

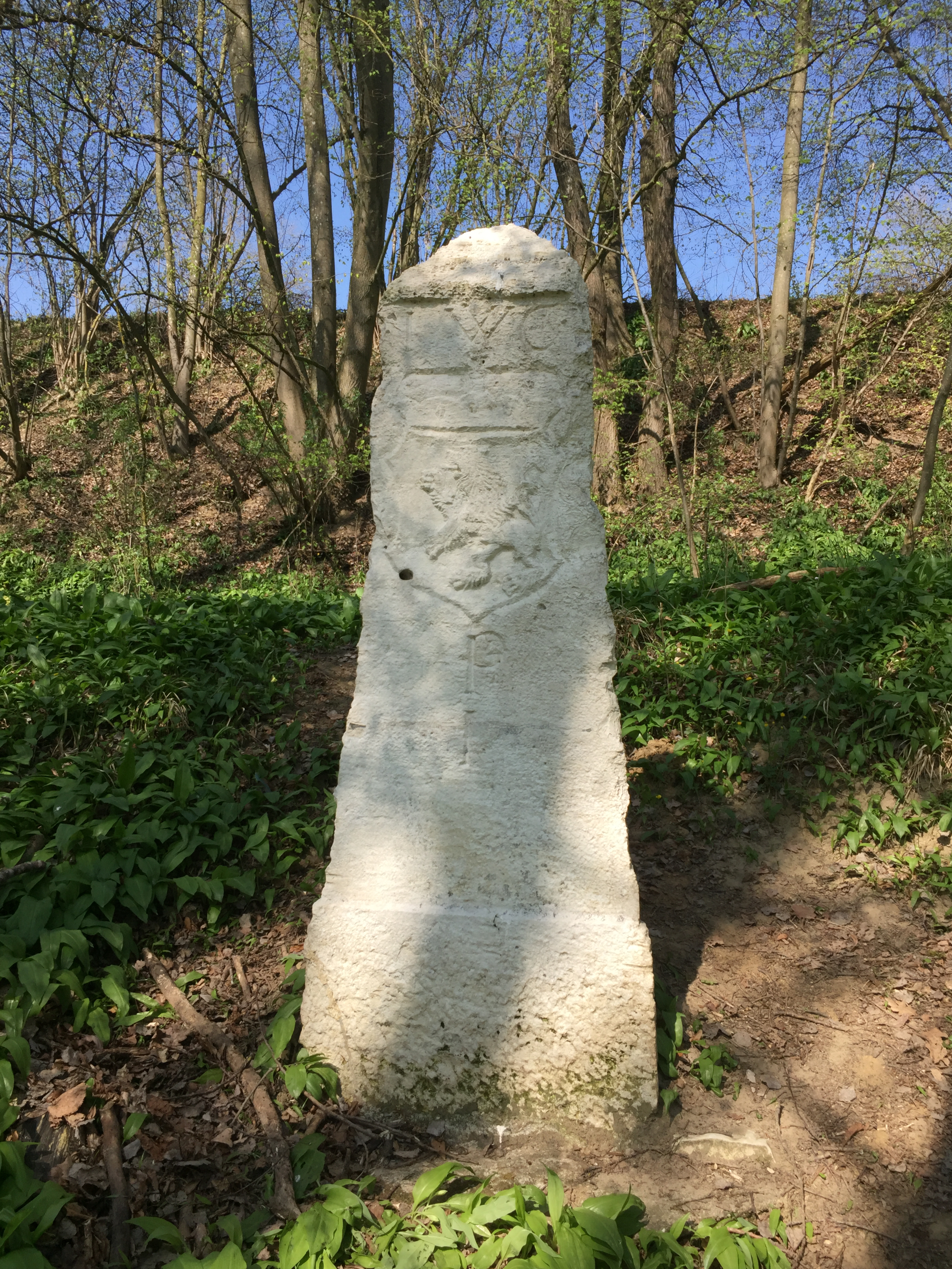
Blick aus Richtung Neuburg

Der Dreiländerstein ist ein historischer Grenzstein im Stadtgebiet von Ingolstadt (Oberbayern). Er wurde 1696 am Fuße des Hohenlohberges zwischen den Dörfern Gerolfing und Irgertsheim aufgestellt.
In dem Eichenwald westlich von Gerolfing grenzten seit der Gründung der Pfalzgrafschaft Neuburg im Jahr 1505 das Herzogtum Bayern, das Herzogtum Pfalz-Neuburg und das Hochstift Eichstätt aneinander. Durch den sich häufig ändernden Lauf der Donau kam es immer wieder zu Streitigkeiten über den genauen Grenzverlauf. Mit der Aufstellung des Steines wurden die Grenzlinien zwischen den drei Ländern eindeutig festgelegt.
Der Dreiländerstein ist von dreieckiger Form. Jede Ecke zeigt in einen der Anrainerstaaten: die östliche nach Bayern, die nordwestliche nach Eichstätt und die südwestliche nach Neuburg an der Donau. In jedem Winkel sind die Initialen und die Wappen der jeweiligen Landesherren dargestellt:
- MEC für Max Emanuel Churfürst und das bayerische Rautenwappen
- IEB für Johann Euchar Bischof und dessen Wappen mit dem Griff des Bischofsstabes
- IWC für Johann Wilhelm Churfürst und das Pfälzisch-Neuburger Löwenwappen